# Tour de Force (Sonny Rollins)
| Recensione | Giudizio |
| ---------- | -------- |
| AllMusic   |          |

Tour de Force è un album del sassofonista jazz statunitense Sonny Rollins, pubblicato dalla Prestige Records nel febbraio del 1958.

## Tracce
LP (1958, Prestige Records, PRLP 7126)
Lato A
1. Ee-Ah – 6:52 (musica: Sonny Rollins)
2. B. Quick – 9:13 (musica: Sonny Rollins)

Lato B
1. Two Different Worlds – 7:37 (testo: Sid Wayne – musica: Al Frisch)
2. B. Swift – 5:15 (musica: Sonny Rollins)
3. My Ideal – 4:21 (testo: Leo Robin – musica: Newell Chase, Richard A. Whiting)

- Durata brani ricavati dal CD pubblicato nel

CD (1989, pubblicato dalla Prestige Records, P-7126 e Original Jazz Classics, OJCCD-095-2)
1. Ee-Ah – 6:52 (musica: Sonny Rollins)
2. B. Quick – 9:13 (musica: Sonny Rollins)
3. Two Different Worlds – 7:37 (testo: Sid Wayne – musica: Al Frisch)
4. B. Swift – 5:15 (musica: Sonny Rollins)
5. My Ideal – 4:21 (testo: Leo Robin – musica: Newell Chase, Richard A. Whiting)
6. Sonny Boy – 8:22 (testo: Lew Brown, Buddy DeSylva, Ray Henderson – musica: Ray Henderson) – Traccia bonus

## Formazione
- Sonny Rollins – sassofono tenore
- Earl Coleman – voce (brani: Two Different Worlds e My Ideal)
- Kenny Drew – pianoforte
- George Morrow – contrabbasso
- Max Roach – batteria

### Produzione
- Bob Weinstock – produzione, supervisione
- Registrazioni effettuate al Van Gelder Studio di Hackensack, New Jersey (Stati Uniti) il 7 dicembre 1956
- Rudy Van Gelder – ingegnere delle registrazioni
- Ira Gitler – note retrocopertina album originale [4]